# PP-90M1
 (mars 2018).
Si vous disposez d'ouvrages ou d'articles de référence ou si vous connaissez des sites web de qualité traitant du thème abordé ici, merci de compléter l'article en donnant les références utiles à sa vérifiabilité et en les liant à la section « Notes et références ».
Le PP-90M1 (cyrillique: ПП-90М1) est un pistolet mitrailleur russe en 9 millimètres Parabellum (calibre standard pour un pistolet mitrailleur), développé par KBP Instrument Design Bureau dans les années 90. Il est caractérisé par un magasin hélicoïdal de 64 cartouches. L'arme peut également être utilisée avec un chargeur 32 cartouches.
Outre le partage du même fabricant, il est sans rapport avec le PP-90M de même nom. Il est visuellement fort ressemblant au PP-19 Bizon.

## Pays qui utilisent cette arme
- Russie : Utilisé par les Spetsnaz.
- Kazakhstan : Utilisé par la police[1].